# Alsting

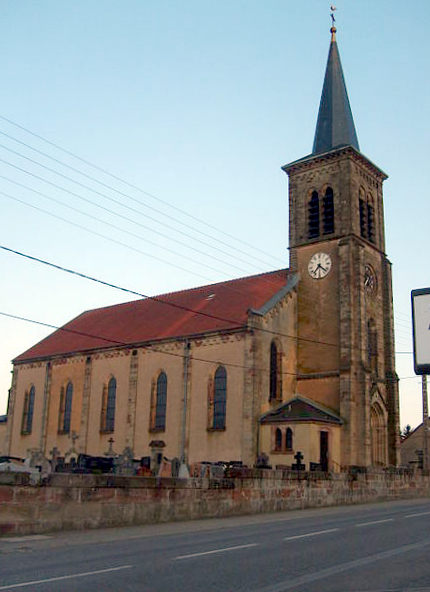
Katholische Kirche St. Peter (Saint-Pierre)

Alsting (deutsch Alstingen) ist eine französische Gemeinde mit 2493 Einwohnern (Stand 1. Januar 2022) im Département Moselle in der Region Grand Est. Sie gehört zum Arrondissement Forbach-Boulay-Moselle und zum Gemeindeverband Forbach Porte de France.

## Geographie
Die Gemeinde liegt in Lothringen, etwa 67 Kilometer ostnordöstlich von Metz, sieben Kilometer östlich von Forbach und sieben Kilometer südlich von Saarbrücken (Luftlinie) etwa auf 260 m Meereshöhe und umfasst eine Gemarkungsfläche von 5,76 km².
Zur Gemeinde gehören die Ortsteile Hessling (Hesslingen) und Zinsing (Zinzingen). Die Hauptsiedlungsachse, die alle drei Ortsteile miteinander verbindet, ist die Straße von Stiring-Wendel (Stieringen-Wendel) nach Großblittersdorf (Grosbliederstroff), die hier auch einen Teil des Saar-Wanderweges bildet.
Das Dorf erstreckt sich im Übergangsbereich zwischen den Spicherer Höhen im Nordwesten und dem Tal der Saar im Osten. Im Norden grenzt die Gemeinde an das Saarland. Der nördliche Teil des Gemeindegebietes wird in West-Ost-Richtung vom Simbach, einem kleinen Nebenfluss der Saar, durchflossen. Das Simbachtal ist nur 50 bis 100 m breit und hat sich etwa 50 m tief in die umgebende Landschaft eingeschnitten. Die Talhänge sind an der linken Flussseite durchgehend, an der rechten teilweise bewaldet. Größere Waldgebiete finden sich auch auf den Höhen im Norden (Jungenwald), im Nordosten (Buchholz) und im Südosten (Ermerich). Das Acker- und Wiesland ist von zahlreichen für die Umgebung typischen Baum- und Heckenreihen unterbrochen.
Nachbargemeinden sind Saarbrücken (Stadtteil Güdingen) im Nordosten, Großblittersdorf im Südosten, Lixing-lès-Rouhling (Lixingen) im Süden, Kerbach im Südwesten, Etzling (Etzlingen) im Westen sowie Spicheren (Spichern) im Nordwesten.

## Geschichte
Der Ort wurde 1594 als Alstingen erwähnt sowie 1756 und 1779 als Altzing und gehörte früher zum Herzogtum Lothringen im Heiligen Römischen Reich. Der zentrale Ortsteil Hessling kommt seit 1202 in den Annalen des Stiftes St. Arnual vor, unter anderen als Esselange, Cecelange (1429), Esselingen (1430), Hessling (1544), Hesslingen (1594), Etzling (1606) und Hessling (18. Jh.). 
Der Ortsteil Zinsing hieß früher Sentzfingen (1525), Zintsingen (1594), Zinzingen (1618), Zintzing (18. Jh.), Zinzing (1756) und  Zingzing. Die Gemeinde besteht in ihrer heutigen Ausdehnung seit 1790. Im zentralen Ortsteil Hessling befinden sich Rathaus, Kirche und Schule.
Zu Beginn des Deutsch-Französischen Krieges 1870 wurde auch das Dorf durch Kriegshandlungen in Mitleidenschaft gezogen, denn die Schlacht bei Spichern fand unmittelbar nordwestlich der Gemarkung statt. Durch den Frankfurter Frieden vom 10. Mai 1871 kam das Gebiet an das deutsche Reichsland Elsaß-Lothringen, und das Dorf wurde dem Kreis Forbach im Bezirk Lothringen zugeordnet. Die Dorfbewohner betrieben Getreidebau und Obstbau mit dem Schwerpunkt Kirschenproduktion.
Nach dem Ersten Weltkrieg musste die Region aufgrund der Bestimmungen des Versailler Vertrags 1919 an Frankreich abgetreten werden. Im Zweiten Weltkrieg war die Region von der deutschen Wehrmacht besetzt, und der Ort stand bis 1944 unter deutscher Verwaltung. Während des Sitzkrieges wurden die meisten Dorfbewohner nach Châtelaillon an der Atlantikküste und nach Palinges im Süden der Region Burgund evakuiert. Bei einem Bombardement 1944 gab es hier zehn Tote und 17 zerstörte Häuser.

### Bevölkerungsentwicklung
| Jahr      | 1962 | 1968 | 1975 | 1982 | 1990 | 1999 | 2010 | 2021 |
| Einwohner | 1734 | 1905 | 2017 | 2209 | 2574 | 2664 | 2638 | 2499 |

Im Jahr 2006 wurde mit 2701 Bewohnern die bisher höchste Einwohnerzahl ermittelt. Die Zahlen basieren auf den Daten von cassini.ehess und INSEE.

## Sehenswürdigkeiten
- Kirche St. Peter (Église Saint-Pierre), 1881 in neogotischem Stil errichtet, 1950 restauriert

## Wirtschaft
In der Gemeinde sind elf Einzelhandelsbetriebe ansässig.